# Gräberfeld von Seby

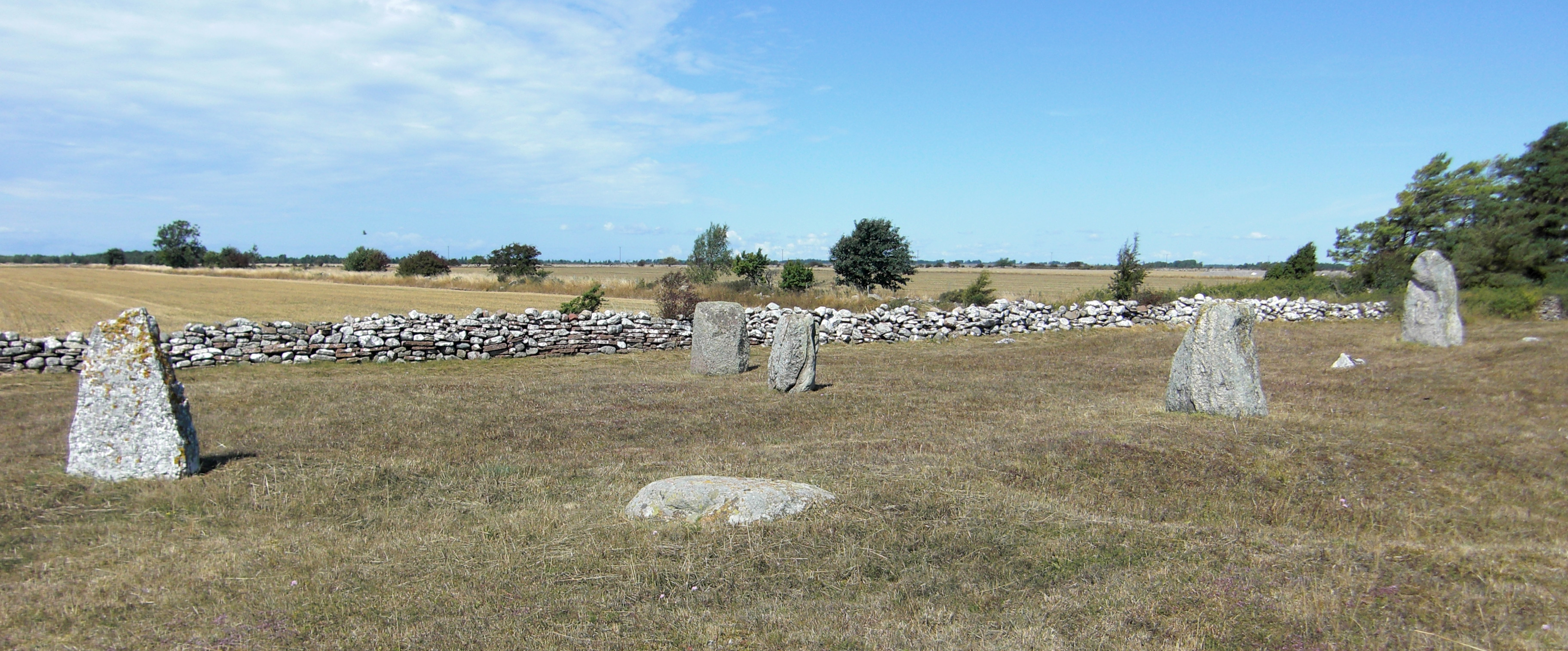
Gräberfeld von Seby

Das Gräberfeld von Seby (schwedisch Seby gravfält) ist ein prähistorisches Gräberfeld im Süden der schwedischen Ostseeinsel Öland.

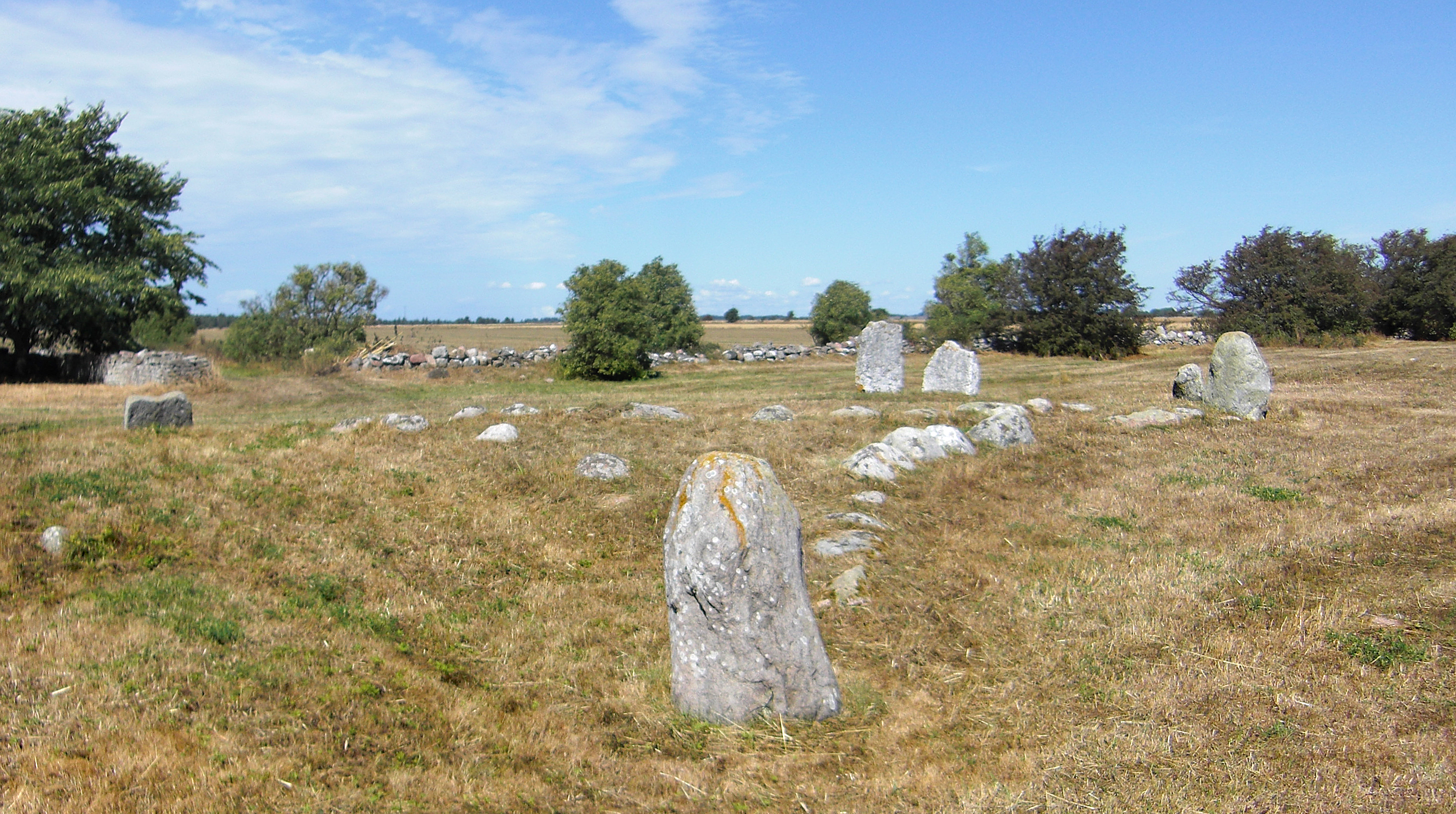
Treudd von Seby

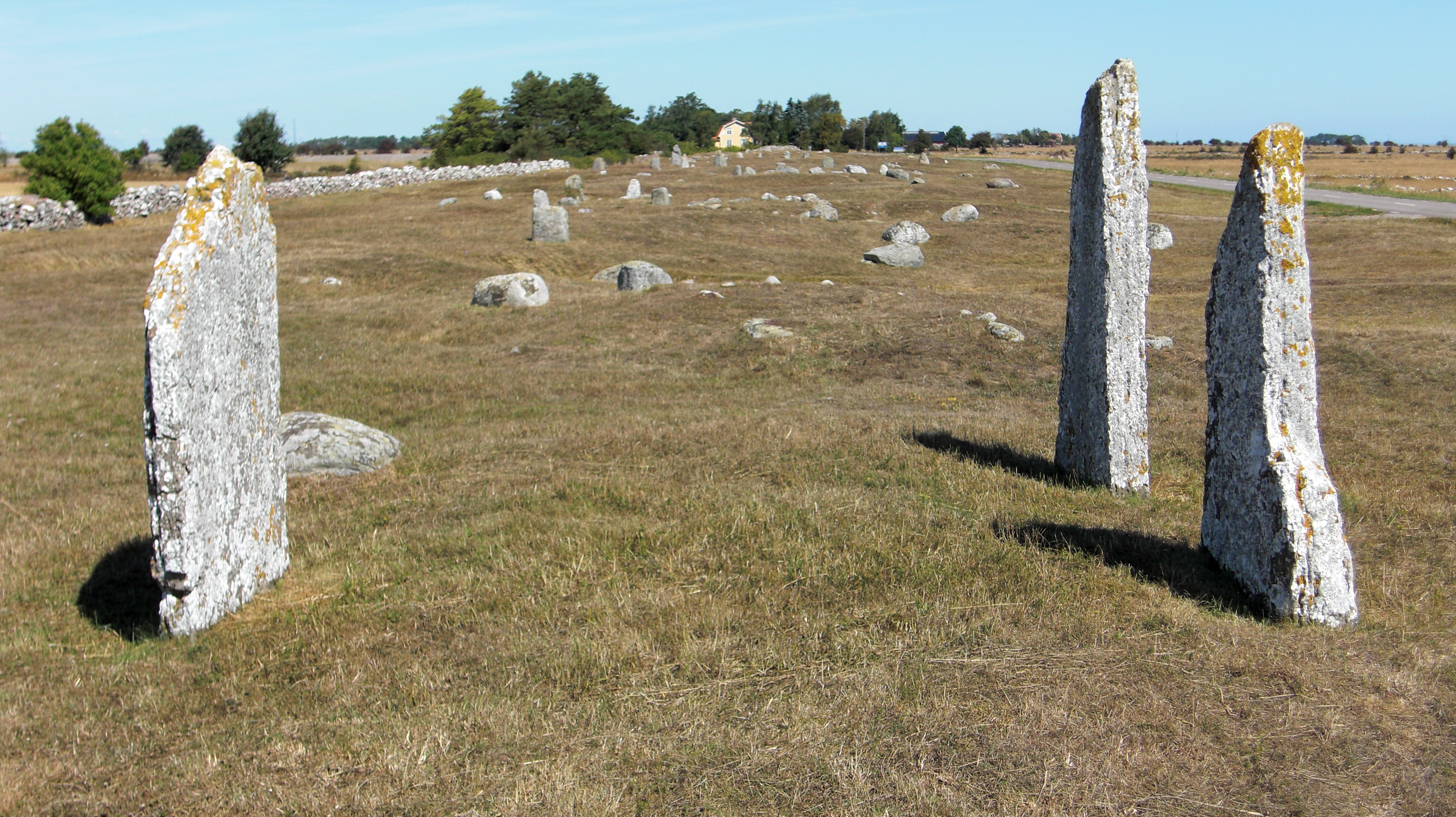
Bautasteine von Seby

Das Gräberfeld liegt nördlich des Dorfes Seby und zieht sich über etwa zwei Kilometer entlang der Landstraße in Richtung Segerstad. Zum Gräberfeld gehören 285 sichtbare in der Eisenzeit entstandene Grabanlagen, wobei unterschiedlichste Formen zu finden sind, darunter ein Treudd. Die große Vielfalt an Grabformen deutet auf eine Nutzung über einen längeren Zeitraum hinweg hin.

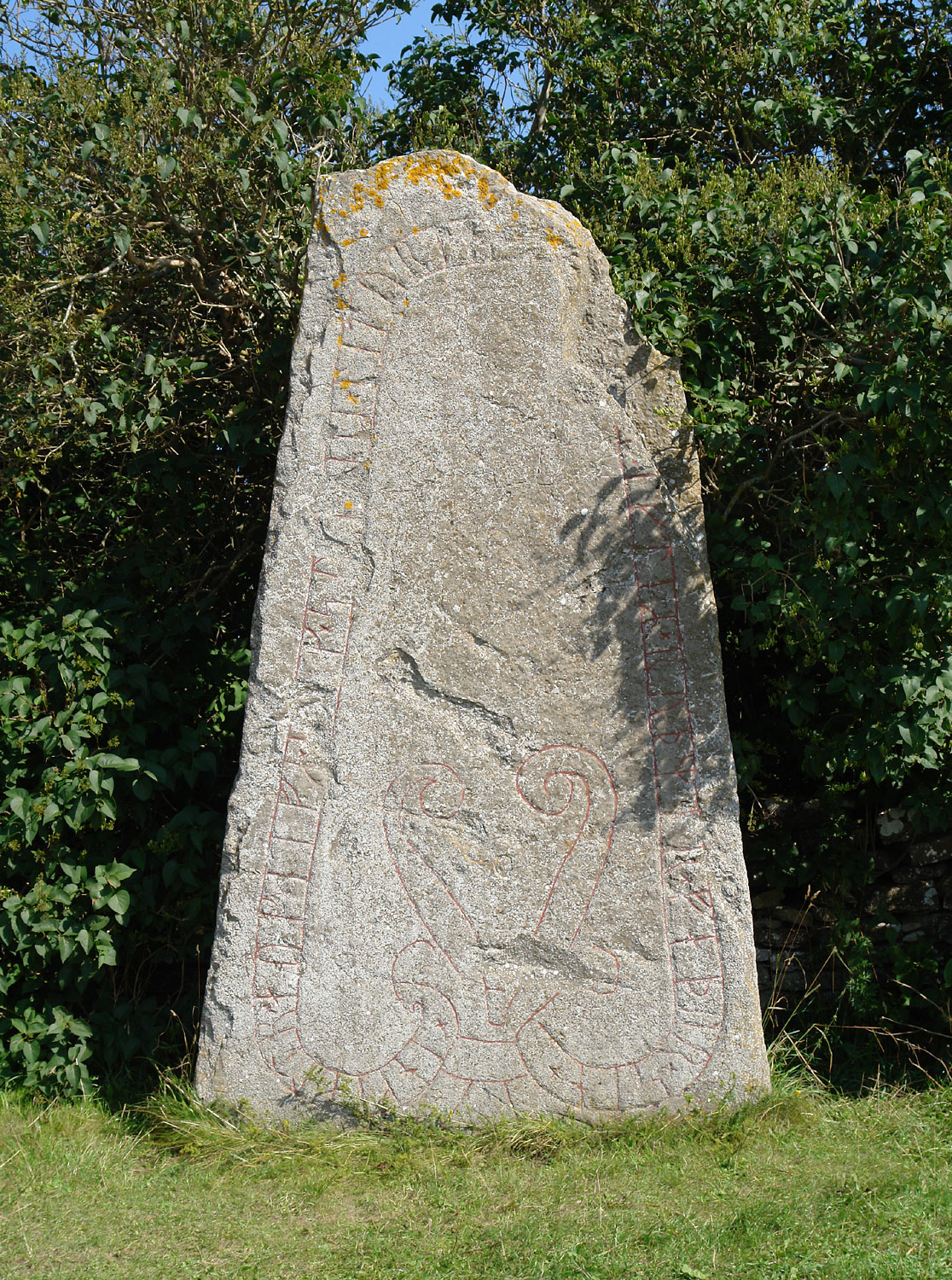
Runenstein von Seby

Nördlich des Dorfes befindet sich mit dem etwa drei Meter hohen Runenstein von Seby der größte Runenstein Ölands.